# House of M
House of M (« La Maison M » en VF) est un crossover de bande dessinée de 2005 composé d'une série principale en huit parties ayant cours dans les comics de la maison d'édition Marvel Comics. Scénarisé par l'auteur Brian Michael Bendis et dessiné par l'artiste Olivier Coipel, cet arc narratif aura des répercussions importantes dans différentes séries régulières de Marvel.
Évènement consécutif à la dissolution des Vengeurs dans Avengers Disassembled et de la mini série Excalibur, le sort de différents personnages de l'univers Marvel, comme les héros Spider-Man, Iron Man ou les Quatre Fantastiques est momentanément altéré quand ces personnages sont projetés dans un univers artificiellement recréé.
Il s'agit de l'un des événements majeurs de l'Univers Marvel.

## Synopsis

### Intrigue

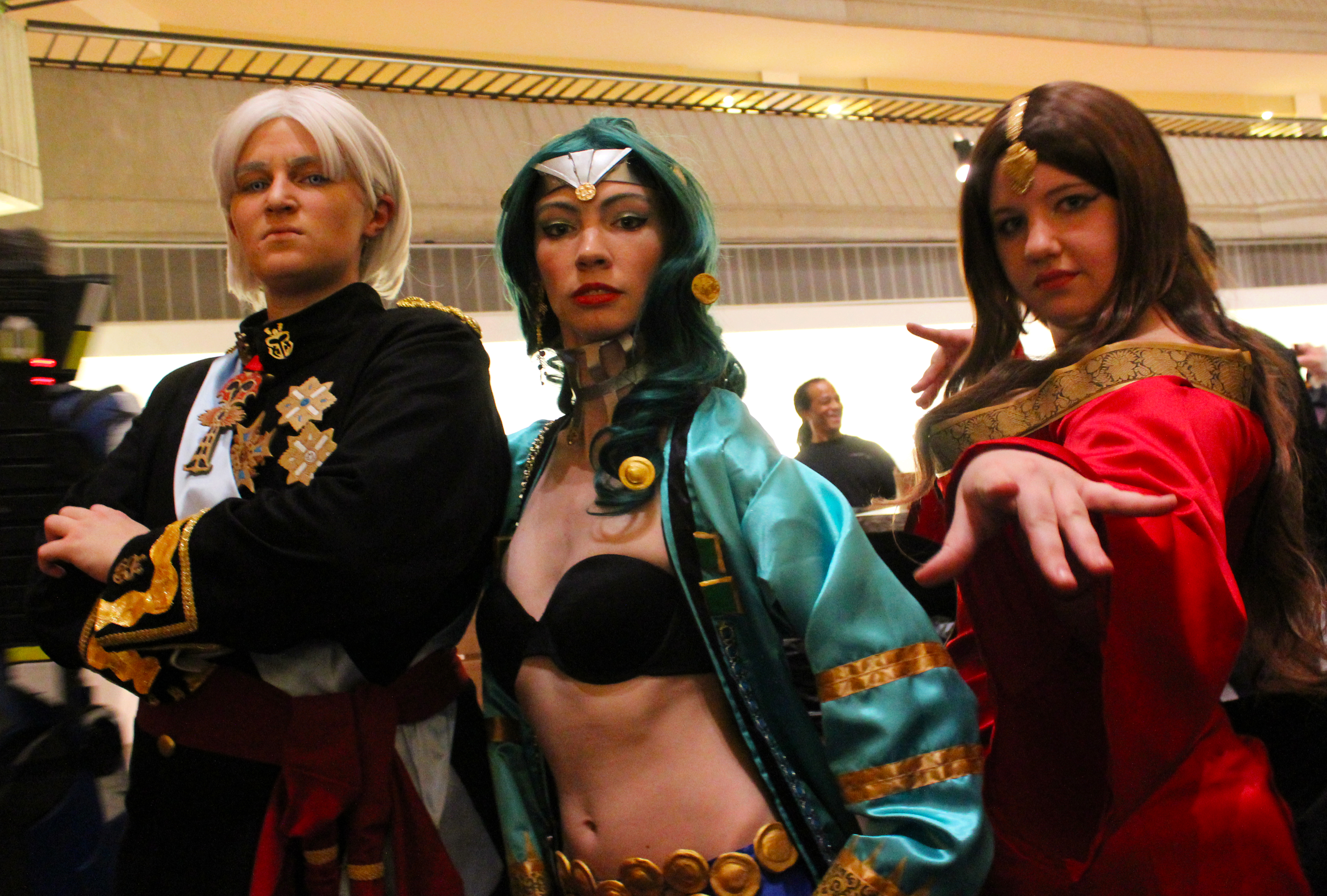
Cosplay des personnages en version House of M de Magnéto, Polaris et la Sorcière rouge.

Souffrant des effets secondaires à long terme de ses pouvoirs de mutante d'altération de la réalité, Wanda Maximoff, alias la Sorcière rouge, fille de Magnéto, est devenue folle (elle a tué une partie des Vengeurs presque inconsciemment lors de l'évènement Avengers Disassembled). L'ampleur de son pouvoir d'infléchir le hasard devient préoccupant. Le Professeur Xavier décide de réunir les New Avengers et les X-Men afin de décider de son sort.
La réunion se termine par une décision douloureuse : il faut neutraliser la Sorcière Rouge. Vif-Argent, le frère-jumeau de Wanda venu écouter les échanges entre les héros, est horrifié et part retrouver sa sœur, avertissant Magnéto des projets des héros.
Le conseil se rend ensuite à Génosha, dernière localisation connue de Wanda. Le lieu est cependant désert ; le Professeur Xavier s'est volatilisé et le Docteur Strange ne le « voit » pas (avec ses pouvoirs occultes). Cependant, au bout de quelques minutes, Emma Frost repère Xavier dans une sorte d'église. Mais, lorsque le groupe se rend sur place, seul Spider-Man s'y trouve ; c'est alors qu'une lumière éblouissante apparaît.
Le groupe se retrouve alors projeté dans une réalité alternative où les X-Men n’existent pas et où les mutants règnent, avec à leur tête Magnéto, chef de la « Maison de M » (House of M). Dans cette réalité, Magnéto contrôle tous les gouvernements du monde. Toutefois, Wolverine, qui se souvient de la réalité originelle, décide de trouver le responsable de cette transformation. Il est assisté par Layla Miller, une jeune mutante ayant le pouvoir de faire recouvrer le souvenir de la réalité.
Wolverine parvient à former une équipe, constituée de Cyclope, Daredevil, Spider-Man et d'un héros disparu peu de temps auparavant : Œil-de-faucon. Pendant qu'Emma Frost, Layla Miller et la Cape recherchent le Professeur Xavier, le Docteur Strange retrouve la Sorcière Rouge. Le reste de l'équipe essaie d'attaquer Magnéto.
L'équipe d'Emma se retrouve devant la tombe de Xavier, que la Cape affirme être vide, laissant l'espoir qu'il soit encore en vie. Lorsque Magnéto, qui s'était enfui lors de la bataille, les attaque, Layla Miller lui redonne ses souvenirs. Le Docteur Strange apprend alors que ce n'est pas Magnéto qui a manipulé sa fille Wanda pour qu'elle remodèle la réalité, mais son fils Vif-Argent, le frère de Wanda. Apprenant l'identité du responsable, Magnéto tue son propre fils. Sur ces entrefaites, la Sorcière Rouge ressuscite Vif-Argent et déclare : « Plus de mutants… »
À ces mots, le monde semble revenir à la normale. Cependant, Charles Xavier est toujours introuvable et il ne reste que quelques centaines de mutants : tous les autres ont perdu leurs pouvoirs surhumains. Quant à Spider-Man, il est émotionnellement plus dévasté que jamais : la réalité alternative créée par Wanda lui a montré une vie où il était marié avec Gwen Stacy (son ancienne petite amie, depuis décédée) et où son oncle Ben était toujours vivant, ce qui réveille en lui de vieilles blessures. Il demande alors au Docteur Strange de lui retirer ses souvenirs douloureux ; mais le Maître des Arts Mystiques lui certifie qu'il en est incapable.
De retour dans leur manoir complètement dévasté, les Vengeurs tombent nez à nez sur le costume d'Œil-de-faucon, cloué au mur par des flèches, le sourire en coin de Captain America laissant penser qu'Œil-de-faucon serait toujours vivant. La série se clôt sur la question suivante : « Où sont passées toutes ces énergies mutantes ? »
S'ensuit une série d'événements qui débouchent sur un autre évènement de taille : Civil War.

### Conséquences
Après le crossover House of M, suit Décimation, un arc narratif composé de plusieurs titres :
- Decimation: X-Men - Le jour d'Après
- Decimation: Generation M
- Decimation: Son of M
- Decimation: Sentinel Squad O*N*E
- Decimation: X-Men - 198

En France, on retrouvera cet arc dans la collection Marvel Panini réparti sur plusieurs titres et plusieurs séries comme : X-Men, Wolverine, X-Men Hors-Série, X-Men Extra, Astonishing X-Men. Seul le chapitre Sentinel Squad O*N*E ne serra pas diffusé.

## Publications

### Prélude
Excalibur (vol. 2) #11-14

### House of M
| Version US                      | Version VF                 |
| ------------------------------- | -------------------------- |
| House of M #1                   | House of M #1/4            |
| Fantastic Four: House of M #1-3 | Marvel Icons Hors Serie #4 |
| Incredible Hulk (vol. 2) #83-86 | Marvel Méga #26            |
| Iron Man: House of M #1-3       | Marvel Méga #27            |
| Spider-Man: House of M #1-5     | Spider-Man Hors-série #22  |
| Exiles #69-71                   | Astonishing X-Men #28-30   |
| New X-Men: Academy X #16-19     | X-Men Extra #57            |
| Mutopia X #1-5                  | (inédit)                   |
| House of M #2                   | House of M #1/4            |
| Wolverine (vol. 2) #33-35       | Wolverine #148-150         |
| House of M #3-5                 | House of M #2-3/4          |
| The Pulse #10                   | Marvel Icons #14           |
| House of M #6-8                 | House of M #3-4/4          |

Note : il n'y a pas de corrélation entre les titres des comics américains et ceux des versions françaises.

### Histoires parallèles
- Black Panther #7
- New Thunderbolts #11
- Cable & Deadpool #17